# NGC 894
NGC 894 је део галаксије (на пример сјајан HII регион) у сазвежђу Кит која се налази на NGC листи објеката дубоког неба.
Деклинација објекта је - 5° 30' 35" а ректасцензија 2h 21m 34,5s. Привидна величина (магнитуда) објекта NGC 894 износи 12,9.